# Paraje natural Alto Guadalquivir
El Paraje Natural Alto Guadalquivir está situado a lomos del río Guadalquivir, en los términos municipales de Cazorla, Jódar, Úbeda, Peal de Becerro y Torreperogil, en la provincia de Jaén, Andalucía (España).
Tiene una superficie de 663 hectáreas y está formado por los embalses de: 
- Puente de la Cerrada (122 ha).
- Doña Aldonza con la resurgida laguna de la Herradura (301 ha).
- Pedro Marín (240 ha) con las Tablas de Pedro Marín.

Estos humedales y zonas pantanosas se encuentran al sur de los cerros de Úbeda y fueron gravemente dañados en los años 50 tras la construcción de 3 presas para la contención y explotación eléctrica de las aguas del Guadalquivir. Ahora, tras la colmatación, los paisajes naturales han vuelto a resurgir con fuerza.
Este paraje natural fue declarado Espacio Natural Protegido de Andalucía en julio de 1989, a través de la ley 2/1989 por la que se aprueba el Inventario de Andalucía. 
Además, desde 2002, es Zona de Especial Protección para las Aves (ZEPA), y está propuesto como Lugar de Interés Comunitario (LIC). 
Los frecuentes incendios de los bosques de ribera, el arrastre de lodos, la contaminación del agua y residuos agrícolas, son los principales problemas a los que se enfrenta este espacio.

## Patrimonio natural

### Vegetación
En este paraje se puede apreciar la fusión entre un sistema natural (río, bosque, sotos de ribera, antiguos humedales y tablas naturales) y otro artificial (embalses colmatados, vegetación palustre), dando lugar una riqueza biológica potencialmente más alta que la que presentaría cada uno de los sistemas por separado. Toda la zona húmeda artificial - con la presencia de vegetación acuática cada vez más importante- se encuentra rodeada de cultivos. 
La vegetación palustre de estos pantanos está formada básicamente por eneas y cañas, acompañadas de bayuncos y tarays y en sus riberas se desarrollan principalmente los álamos. 
La erosión de sus suelos, producida por la irregularidad en las precipitaciones, relieve accidentado, sustrato litológico fácilmente erosionable y manejo de suelo propio de este cultivo, produce grandes pérdidas de suelo, que arrastrado por las aguas rellena y colmata los embalses.
La erosión, producida por precipitaciones irregulares, relieve accidentado, sustrato litológico fácilmente erosionable, produce grandes pérdidas de suelo. Este fenómeno, que dio lugar a la existencia de los humedales, sin embargo, actualmente es una de las amenazas más notables a las que se enfrenta este espacio natural. El bajo nivel del agua, favorece el avance de la vegetación, alterando el hábitat de numerosas especies, sobre todo anátidas.

### Fauna
En lo que se refiere a la fauna, existe un abundante y variado grupo de aves acuáticas que se concentra en los embalses del Alto Guadalquivir.
La riqueza biológica se refleja en la variada y numerosa representación de este tipo de aves, entre la que destaca como población nidificante el calamón (Porphyrio porphyrio), el aguilucho lagunero (Circus aeruginosus) y la avoceta Común (Recurvirostra avosetta). Además hay presencia de malvasía cabeciblanca (Oxyura leucocephala) en invernada y en paso.
Otras especies menos comunes pero que también pueden observarse en este paraje natural son el ánade real (Anas platyrhynchos), la cerceta común (Anas crecca), el pato cuchara (Anas clypeata), el ánade silbón (Anas penelope), el porrón común (Aythya ferina), el porrón moñudo (Aythya fuligula), el ánade friso (Anas strepera), el ánade rabudo (Anas acuta), la garza imperial (Ardea purpurea) y la garza real (Ardea cinerea).